# Weißbauchspecht
Der Weißbauchspecht oder Weißbauch-Schwarzspecht (Dryocopus javensis) ist eine Vogelart aus der Familie der Spechte (Picidae). Diese sehr große Spechtart ist mit zahlreichen disjunkten Vorkommen in weiten Teilen Süd- und Südostasiens verbreitet. Sie bewohnt ein breites Spektrum von Waldgesellschaften mit älterem Baumbestand, dazu gehören immergrüne und laubabwerfende Urwälder, Sekundärwald und Mangrove mit großen Bäumen bis hin zu Kiefernwäldern. Die Nahrung besteht aus großen Ameisen und deren Brut, Termiten, Käfern und deren Larven und anderen Insekten sowie Früchten.
Die Art gilt generell als nur lokal vorkommend und wenig häufig. Der Bestand ist vermutlich rückläufig, die Geschwindigkeit dieses Rückganges wird aber noch nicht als hinreichend für eine Einstufung der Art als gefährdet angesehen. Da der Bestand zudem noch vergleichsweise groß sein dürfte, wird der Weißbauchspecht von der IUCN noch als ungefährdet („least concern“) eingestuft. Bei einigen Unterarten mit kleinen und disjunkten Arealen ist die Bestandssituation jedoch erheblich schlechter.

## Beschreibung
Der Weißbauchspecht ist ein typischer Vertreter der Gattung Dryocopus und ähnelt in Habitus und Färbung dem auch in Mitteleuropa heimischen Schwarzspecht. Weißbauchspechte sind sehr große und kontrastreich gefärbte Spechte mit einem langen und steifen Schwanz, der zur Spitze hin nach vorn gebogen ist sowie einer ausgeprägten Federhaube. Der Schnabel ist lang, meißelförmig zugespitzt und an der Basis breit. Die Nasenlöcher sind befiedert. Die Körperlänge beträgt 40–48 cm und das Gewicht 197–347 g; die Art ist damit etwas kleiner und leichter als der Schwarzspecht.
Die Art zeigt hinsichtlich der Färbung einen deutlichen Geschlechtsdimorphismus. Bei Männchen der Nominatform Dryocopus j. javensis sind die gesamte Oberseite des Rumpfes einschließlich der Oberschwanzdecken, die Oberflügel sowie der Oberschwanz schwarz. Die Handschwingen zeigen einen kleinen cremeweißen Fleck auf der Innenfahne, im frischen Gefieder weisen sie zudem weiße Spitzen auf. Die Brust ist ebenfalls schwarz. Der Bauch ist cremeweiß, Flanken und Unterbauch sind auf diesem Grund im Normalfall schwarz gebändert. Die Unterschwanzdecken sind schwarz. Die Schwingen sind unterseits grauschwarz; die Unterflügeldecken cremeweiß. Im Metacarpusbereich ist ein schwarzer Fleck ausgebildet. Der Unterschwanz ist gräulich.
Stirn, Oberkopf, Haube und der recht breite Bartstreif sind tiefrot; Ohrdecken, Halsseiten, Kinn und Kehle auf schwarzem Grund weiß gefleckt oder gestrichelt. Kopf und Hals sind ansonsten schwarz.
Der Oberschnabel ist schwärzlich bis gräulich-schwarz, der Unterschnabel grau, gelegentlich auch blass hornfarben oder grünlich-gelb. Beine und Zehen sind dunkelgrau oder blaugrau. Die Iris ist gelb, der Augenring grau.
Bei den Weibchen ist die rote Färbung auf den hinteren Oberkopf und die Haube beschränkt. Der Bartstreif zeigt wie die Ohrdecken auf schwarzem Grund eine weiße Strichelung.

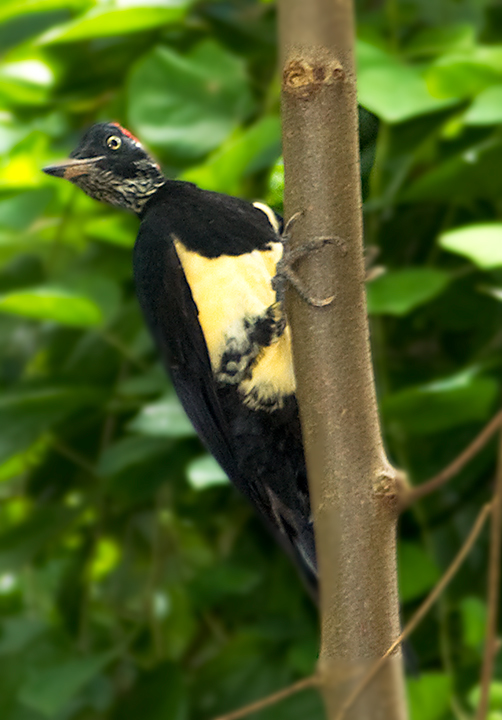
Weiblicher Weißbauchspecht, möglicherweise Nominatform D. j. javensis

## Lautäußerungen
Häufigster Ruf ist ein einzelnes, lautes und explosives „kijow, kjah, kiauk“ oder „keer“, das sowohl im Flug, als auch bei der Landung oder von einer Warte geäußert wird. Der Revierruf ist eine lange, bis über 5 Sekunden dauernde und ebenfalls im Flug und von Warten aus vorgetragene Rufreihe wie „kek-ek-ek-ek-ek“ oder „kiau kiau kiau“. Die Paarpartner rufen wechselseitig leise „tschi-wi, tschi-wi“. Die Trommelwirbel sind laut und in der Frequenz ansteigend; zumindest am Anfang sind sie langsamer als beim nahe verwandten Schwarzspecht. Ein Trommelwirbel dauert weniger als 2 Sekunden, pro Minute wird etwa dreimal getrommelt.

## Verbreitung und Lebensraum
Diese Spechtart ist mit zahlreichen disjunkten Vorkommen in weiten Teilen Süd- und Südostasiens einschließlich zahlreicher Inseln verbreitet. Das Verbreitungsgebiet reicht in West-Ost-Richtung vom Westen Indiens (dort geografisch isoliert) bis zu den Philippinen und – geografisch ebenfalls weiträumig isoliert – bis Korea und früher auch bis Japan. In Nord-Süd-Richtung erstreckt sich das Areal relativ zusammenhängend vom Südwesten Sichuans und dem Nordwesten und Süden Yunnans in China bis Java und Bali. Die Größe des Gesamtverbreitungsgebietes ist nicht genau bekannt.
Der Weißbauchspecht besiedelt ein breites Spektrum von Waldgesellschaften mit älterem Baumbestand, dazu gehören immergrüne und laubabwerfende Urwälder, lichter Sekundärwald mit großen Bäumen und alte Mangrove bis hin zu Kiefernwäldern. Feuchte Urwälder mit zahlreichen toten und absterbenden Bäumen werden deutlich bevorzugt, die Art kommt aber auch regelmäßig in Wäldern vor, denen selektiv Bäume entnommen wurden oder die stark gestört sind.
Im größten Teil des südostasiatischen Festlandes und auf den Großen Sundainseln sind Weißbauchspechte eher auf das Flachland beschränkt und bleiben meist unter 1000 m Höhe. Im Nordosten Myanmars, im Nordwesten von Tonkin sowie in Yunnan bewohnt die Art jedoch das Hügel- und Bergland zwischen 1400 und 3600 m Höhe. Auf den Philippinen sind Weißbauchspechte in Höhenlagen zwischen 140 und 1200 m verbreitet, auf Luzon auch bis 2500 m Höhe.

## Systematik
In dem großen Verbreitungsgebiet wurden zahlreiche Unterarten beschrieben, Winkler et al. erkennen 14 Unterarten an, von denen 8 Endemiten der Philippinen sind. Die Unterarten werden hier etwa entsprechend ihrer Verbreitung von West nach Ost aufgeführt:

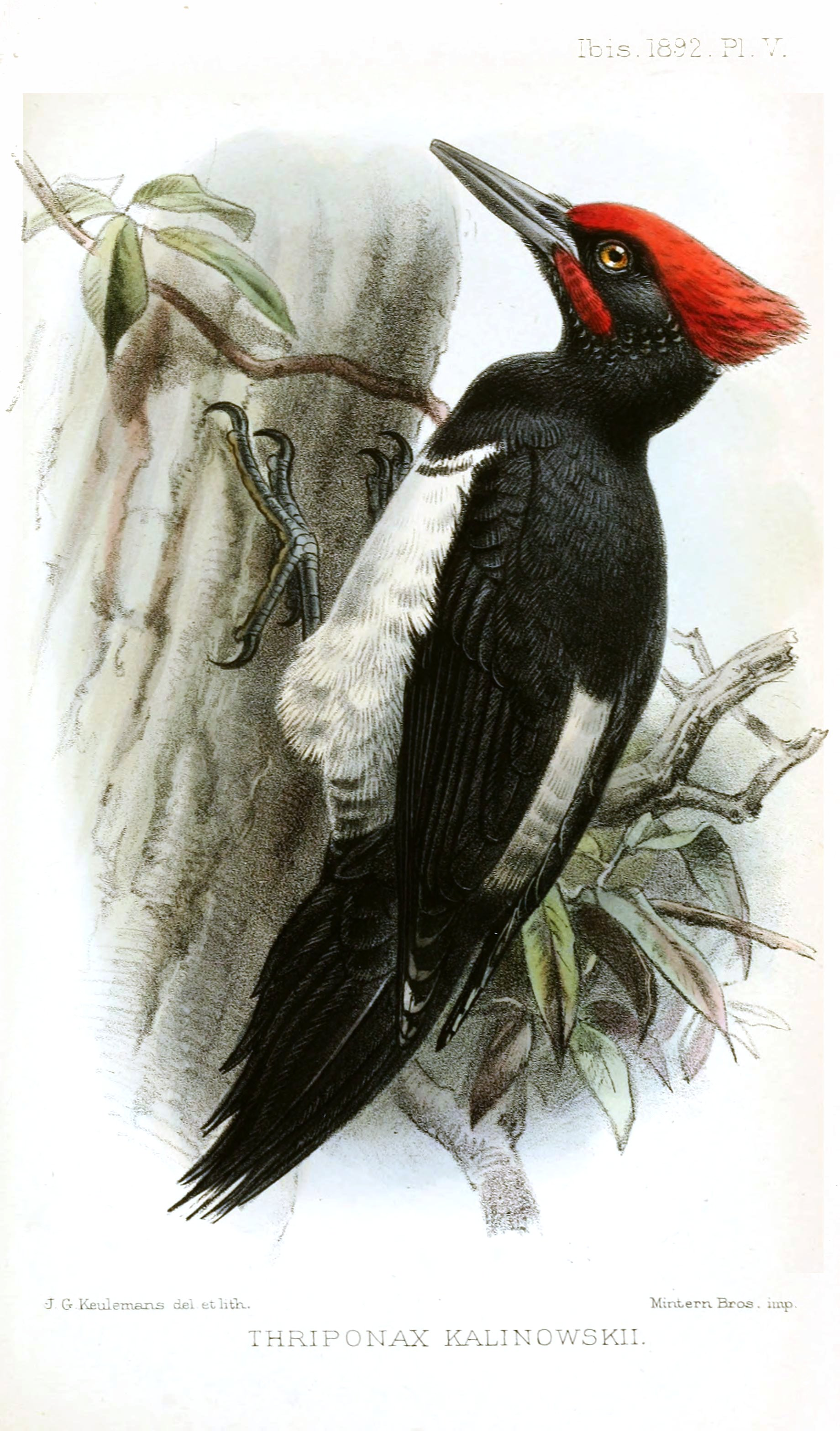
D. j. richardsi, Männchen

- D. j. javensis (Horsfield 1821) – Größter Teil des südlichen Verbreitungsgebietes; Süden Thailands und malaiisches Festland sowie Sumatra, Nias, Java, Bali und Borneo einschließlich der umgebenden Inseln. Die Nominatform ist oben beschrieben. Verglichen mit anderen Unterarten groß, besonders tiefrote Kopfpartie, schwarzer Bürzel und wenig weiß auf den Flügeln. Die Population auf Nias zeigt eine Tendenz zu einer schwächeren Flankenbänderung.
- D. j. parvus (Richmond, 1902) – Endemit auf Simeulue. Kleinste Unterart, viel kleiner als Nominatform. Ebenfalls Bürzel schwarz und Kopfpartien tiefrot. Auf Ohrdecken, Kehle und Brust ist eine beige Bänderung angedeutet, der Schnabel ist einfarbig dunkel.
- D. j. feddeni (Blyth, 1863) – Größter Teil Thailands, Myanmar und Indochina. Etwas kleiner als Nominatform, Bürzel weiß, Kopfpartien orangerot, weiße Handschwingenbasen sehr ausgedehnt und meist auch weiße Handschwingenspitzen. Schnabelfärbung wie bei Nominatform.
- D. j. forresti Rothschild, 1922 – Bergland im Norden Myanmars und angrenzender Südwesten Chinas. Ähnlich voriger Unterart, aber viel größer, Schwanz proportional kürzer, weiße Handschwingenbasen weniger ausgedehnt, Kehle fast einfarbig schwarz mit nur wenigen weißen Flecken.
- D. j. hodgsonii (Jerdon, 1840) – Indien. Sehr ähnlich Nominatform, aber Bürzel weiß, Schnabel viel größer und einfarbig schwärzlich, Flügel und Schwanz proportional kürzer.
- D. j. richardsi Tristram, 1879 – Ähnlich D. j. forresti, aber noch größer und mit viel längerem Schnabel, weiße Handschwingenbasen ausgedehnter, Bartstreif beim Männchen etwas schmaler. Weibchen stark abweichend von allen anderen Unterarten mit einfarbig schwarzem Kopf ohne rote Anteile.

Die folgenden 8 Unterarten sind jeweils auf verschiedene Teile der Philippinen beschränkt:
- D. j. hargitti (Sharpe, 1884) – Palawan. Ähnlich Nominatform, aber Bürzel ausgedehnt weiß, Oberkopf mehr orangerot, Bartstreif breiter, Flanken und unterer Rumpf schwarz, Beinbefiederung heller. Der Unterschnabel ist an der Basis blass grünlich-gelb oder hornfarben.
- D. j. mindorensis (Steere, 1890) – Mindoro. Wie vorige Unterart, aber viel kleiner, Bürzel weniger ausgedehnt weiß, meist mit weißen Handschwingenspitzen. Schnabel einfarbig schwärzlich.
- D. j. suluensis (W. Blasius, 1890) – Sulu-Archipel. Klein, Weißfärbung auf Bürzel meist fehlend oder nur sehr klein. Unterschnabel meist hell.
- D. j. confusus (Stresemann, 1913) – Luzon. Ähnlich D. j. mindorensis, aber Schnabel länger, Weißfärbung auf Bürzel meist fehlend oder nur sehr klein, beim Männchen Bartstreif etwas ausgedehnter und Oberkopf manchmal tiefer rot. Gelegentlich schwarze Kehle mit nur wenigen weißen Flecken und Unterschnabel hell. Die Population im Norden von Luzon wird von einigen Autoren als eigene Unterart D. j. esthloterus (Parkes, 1971) betrachtet.
- D. j. philippinensis (Steere, 1890) – Panay, Negros, Masbate und Guimaras. Größer als die drei vorigen Unterarten. Bürzel schmal weiß, Unterschnabel hell, gelegentlich schwarze Kehle mit nur wenigen weißen Flecken. Beim Männchen ist die rote Kopfseitenzeichnung bis auf die Kehle und den Voraugenbereich ausgedehnt, gelegentlich auch bis auf die Ohrdecken.
- D. j. multilunatus (McGregor, 1907) – Basilan, Mindanao. Ähnlich voriger Unterart, aber Weiß auf Bürzel meist fehlend, Halsseiten und Ohrdecken mit starker weißer Strichelung und Brust mit beiger Bänderung, meist weiße Handschwingenspitzen.
- D. j. cebuensis Kennedy, 1987 – Cebu, wahrscheinlich ausgestorben. Ähnlich voriger Unterart, aber kleiner und kurzschnäbeliger, Schnabel fast einfarbig schwarz. Weißer Fleck auf unterem Rücken. Kehle und Brust weniger auffallend gezeichnet als bei folgender Unterart.
- D. j. pectoralis (Tweeddale, 1878) – Leyte, Samar, Panaon, Calicoan und Bohol. Ähnlich D. j. multilunatus, aber Kehle und Ohrdecken auf weißem Grund schwarz gestrichelt, gesamte Brust unregelmäßig hell gebändert und gestrichelt, Flanken stärker gebändert. Manche Individuen zeigen einige Flecken auf dem Bauch und gelegentlich zeigt der Bürzel etwas Weiß.

## Lebensweise
Weißbauchspechte werden meist einzeln angetroffen, wobei Paare aber wohl losen Kontakt halten. Gelegentlich werden auch Familiengruppen mit vier bis sechs Vögeln beobachtet. Die Nahrungssuche erfolgt in allen Baumschichten, gelegentlich auch auf dem Boden. Die Art sucht dabei große Bäume ebenso auf wie kleine Baumstümpfe oder auf dem Boden liegende Stämme; auch große, 50 bis 200 m vom nächsten Baumbestand entfernt stehende Bäume werden angeflogen. In erster Linie werden tote Bäume oder abgestorbene Teile lebender Bäume zur Nahrungssuche genutzt.
Die Nahrung besteht aus großen Ameisen und deren Brut, Termiten, Käfern und deren Larven und anderen Insekten sowie Früchten. Nahrungsobjekte werden vor allem durch Hämmern und Hacken und anschließendes Sondieren erlangt, wobei die Art große, bis 20 cm lange und 8 cm tiefe Löcher in das Holz schlägt. Diese Spechte schlagen auch regelmäßig Rinde von toten Stämmen und Ästen ab. Weißbauchspechte können bis zu eine Stunde lang an einer einzelnen Stelle nach Nahrung suchen.
Die Brutzeit ist je nach Verbreitungsgebiet unterschiedlich. In den Western Ghats Indiens erstreckt sich die Brutzeit von Dezember bis Mai, flügge Jungvögel wurden frühestens im März beobachtet. In Myanmar wurden brütende Weißbauchspechte zwischen Februar und Mai, in Korea von Anfang März bis Anfang Mai, in Malaysia von Dezember bis März und auf den Großen Sundainseln sowohl im April und Mai als auch im August und September beobachtet. Die Höhlen werden von beiden Geschlechtern in Höhen zwischen 8 und 16 m in großen Baumstümpfen, großen alten oder halbtoten Bäumen angelegt. In den Western Ghats befanden sich 11 Höhlen in Höhen zwischen 8,5 und 15,2 m, im Mittel in 11,7 m Höhe. Von diesen 11 Höhlen waren 7 in Stämmen toter Bäumen angelegt, 2 in toten Hauptästen lebender Bäume und je 1 im Stamm bzw. in einem Hauptast eines lebenden Baumes. Das Gelege besteht aus zwei Eiern, im Norden des Verbreitungsgebietes auch aus drei bis vier, die von beiden Eltern 14 Tage lang bebrütet werden. Die Jungvögel werden mit hervorgewürgter Nahrung gefüttert und fliegen nach etwa 26 Tagen aus.

## Bestand und Gefährdung
Angaben zur Größe des Weltbestandes gibt es nicht. Der Bestand ist vermutlich rückläufig, die Geschwindigkeit dieses Rückganges wird aber noch nicht als hinreichend für eine Einstufung der Art als gefährdet angesehen. Da der Bestand zudem noch vergleichsweise groß sein dürfte, wird der Weißbauchspecht von der IUCN noch als ungefährdet („least concern“) eingestuft.
Bei einigen Unterarten mit kleinen und disjunkten Arealen ist die Bestandssituation jedoch erheblich schlechter. Die Unterart D. j. cebuensis ist auf Cebu endemisch, nur von drei vor 1900 gesammelten Exemplaren bekannt und wahrscheinlich ausgestorben, da auf Cebu nur noch eine einzige, weniger als 2 km² große Waldfläche vorhanden ist. Von der Unterart D. j. richardsi existieren weniger als 80 Exemplare im südlichen Nordkorea und in der demilitarisierten Zone, in Japan ist die Unterart ausgestorben.